# Aire d'attraction du Mans
L'aire d'attraction du Mans est un zonage d'étude défini par l'Insee pour caractériser l’influence de la commune du Mans sur les communes environnantes. Publiée en octobre 2020, elle se substitue à l'aire urbaine du Mans, qui comportait 122 communes dans le dernier zonage qui remontait à 2010.

## Définition
L'aire d'attraction d'une ville est composée d’un pôle, défini à partir de critères de population et d’emploi ainsi que d’une couronne constituée des communes dont au moins 15 % des actifs travaillent dans le pôle. Le pôle d’attraction constitue ainsi un point de convergence des déplacements domicile-travail,.

## Type et composition
L’aire d'attraction du Mans est une aire intra-départementale qui comporte 144 communes dans la Sarthe. 
Elle est catégorisée dans les aires de 200 000 à moins de 700 000 habitants, une catégorie qui regroupe 23,6 % au niveau national.

### Carte

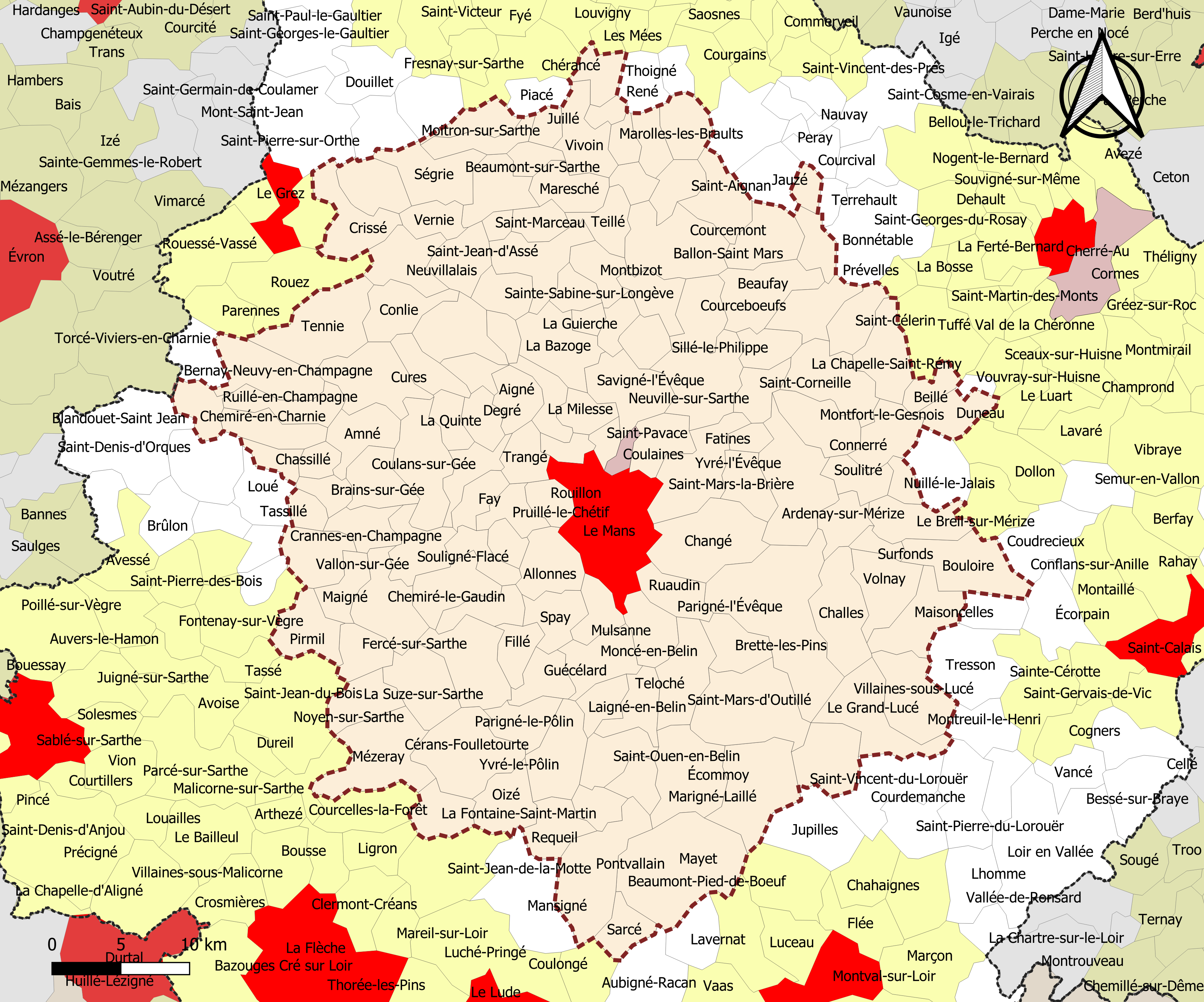
Carte de l'aire d'attraction du Le Mans.
Commune-centre
Commune du pôle principal
Commune de la couronne

### Composition communale
| Catégorie                 | Département | Communes | Communes |
| Catégorie                 | Département | Nombre   | Libellé |
| ------------------------- | ----------- | -------- | --- |
| Commune-centre            | Sarthe      | 1        | Le Mans. |
| Commune du pôle principal | Sarthe      | 1        | Coulaines. |
| Communes de la couronne   | Sarthe      | 142      | Aigné, Allonnes, Amné, Ardenay-sur-Mérize, Arnage, Assé-le-Riboul, Auvers-sous-Montfaucon, Ballon-Saint Mars, La Bazoge, Beaufay, Beaumont-sur-Sarthe, Beillé, Bouloire, Brains-sur-Gée, Le Breil-sur-Mérize, Brette-les-Pins, Briosne-lès-Sables, Cérans-Foulletourte, Challes, Champagné, Changé, La Chapelle-Saint-Aubin, La Chapelle-Saint-Fray, La Chapelle-Saint-Rémy, Chassillé, Château-l'Hermitage, Chaufour-Notre-Dame, Chemiré-en-Charnie, Chemiré-le-Gaudin, Chérancé, Congé-sur-Orne, Conlie, Connerré, Coulans-sur-Gée, Courcebœufs, Courcemont, Crannes-en-Champagne, Crissé, Cures, Dangeul, Degré, Domfront-en-Champagne, Doucelles, Duneau, Écommoy, Épineu-le-Chevreuil, Étival-lès-le-Mans, Fatines, Fay, Fercé-sur-Sarthe, Fillé, La Fontaine-Saint-Martin, Le Grand-Lucé, Guécélard, La Guierche, Jauzé, Joué-l'Abbé, Juillé, Laigné-en-Belin, Lavardin, Lombron, Longnes, Louplande, Lucé-sous-Ballon, Maigné, Maresché, Marigné-Laillé, Mayet, Meurcé, Mézeray, Mézières-sur-Ponthouin, Mézières-sous-Lavardin, La Milesse, Moitron-sur-Sarthe, Moncé-en-Belin, Montbizot, Mulsanne, Neuvillalais, Neuville-sur-Sarthe, Bernay-Neuvy-en-Champagne, Nouans, Nuillé-le-Jalais, Oizé, Parigné-le-Pôlin, Parigné-l'Évêque, Pezé-le-Robert, Pirmil, Montfort-le-Gesnois, Pontvallain, Pruillé-le-Chétif, Pruillé-l'Éguillé, La Quinte, Requeil, Roëzé-sur-Sarthe, Rouillon, Ruaudin, Ruillé-en-Champagne, Saint-Biez-en-Belin, Saint-Célerin, Saint-Christophe-du-Jambet, Saint-Corneille, Saint-Georges-du-Bois, Saint-Gervais-en-Belin, Sainte-Jamme-sur-Sarthe, Saint-Jean-d'Assé, Saint-Jean-du-Bois, Saint-Marceau, Saint-Mars-de-Locquenay, Saint-Mars-d'Outillé, Saint-Mars-la-Brière, Saint-Ouen-en-Belin, Saint-Pavace, Sainte-Sabine-sur-Longève, Saint-Saturnin, Saint-Symphorien, Sarcé, Sargé-lès-le-Mans, Savigné-l'Évêque, Ségrie, Sillé-le-Philippe, Souillé, Souligné-Flacé, Souligné-sous-Ballon, Soulitré, Spay, Surfonds, La Suze-sur-Sarthe, Tassillé, Teillé, Teloché, Tennie, Torcé-en-Vallée, Trangé, Le Tronchet, Vallon-sur-Gée, Vernie, Villaines-sous-Lucé, Vivoin, Voivres-lès-le-Mans, Volnay, Yvré-le-Pôlin, Yvré-l'Évêque. |